# Luboměř
Luboměř (en allemand : Laudner) est une commune du district de Nový Jičín, dans la région de Moravie-Silésie, en République tchèque. Sa population s'élevait à 385 habitants en 2021.

## Géographie
Luboměř se trouve à 10 km à l'ouest-nord-ouest d'Odry, à 25 km au nord-ouest de Nový Jičín, à 43 km à l'ouest-sud-ouest d'Ostrava et à 239 km à l'est-sud-est de Prague.
La commune est limitée par Spálov au nord et au nord-est, par Jindřichov à l'est, par Potštát au sud et au sud-ouest, et par Luboměř pod Strážnou et la zone militaire de Libavá à l'ouest.

## Histoire
La première mention écrite de la localité date de 1394.

## Administration
La commune se compose de deux quartiers :
- Luboměř
- Heltínov

## Transports
Par la route, Luboměř se trouve à 13 km de Odry, à 36 km de Nový Jičín, à 61 km d'Ostrava et à 305 km de Prague.